# لين هايد
لين هايد (بالإنجليزية: Len Hyde)‏ (6 مايو 1876 في المملكة المتحدة - 1932) هو لاعب كرة قدم بريطاني (وحمل سابقاً جنسية المملكة المتحدة لبريطانيا العظمى وأيرلندا) في مركز جناح ‏. لعب مع برايتون أند هوف ألبيون وتوتنهام هوتسبير ونادي دونكاستر روفرز وWellingborough Town F.C. ‏.